# Watts & Co

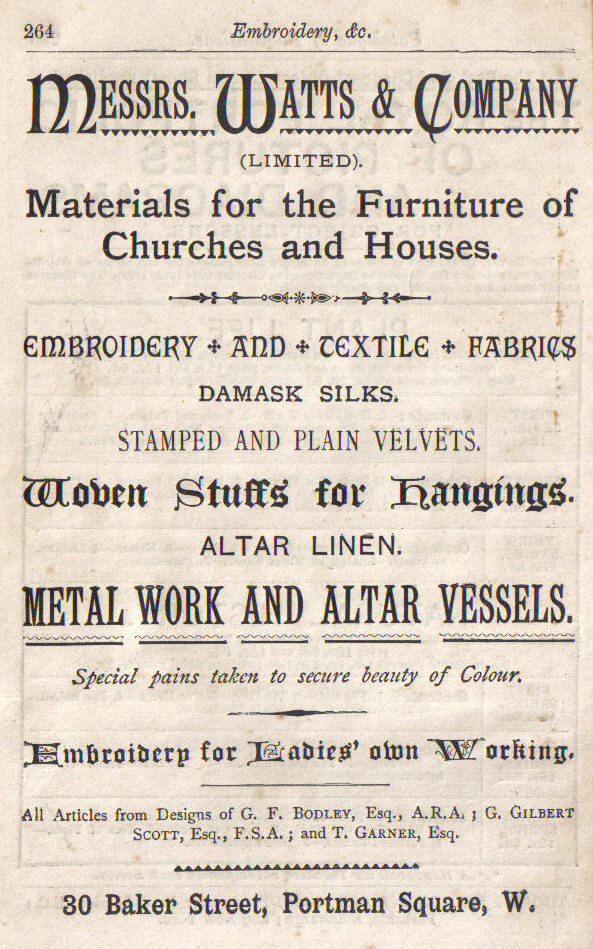
Publicité de "Watts & Co" 1897

Watts & Co est une importante firme d'architecture intérieure et de décoration située à Londres et héritière de l'époque du Gothic Revival.
Cette firme fut fondée en 1874 par trois éminents architectes de l'époque victorienne, tous disciples de Sir George Gilbert Scott : George Frederick Bodley, Thomas Garner et Gilbert Scott junior.
Elle produit toujours actuellement des textiles, des vitraux, des travaux de broderie, des vêtements sacerdotaux, des objets liturgiques, dans la haute tradition de ses fondateurs.